# خطا (فوتبال)

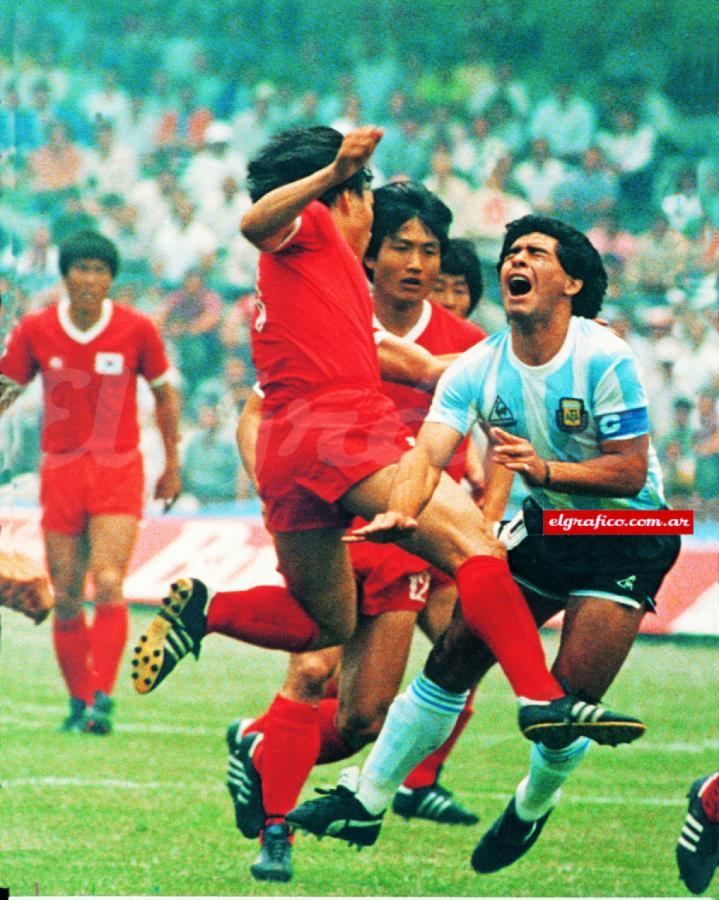
خطا بر روی مارادونا توسط بازیکنان کره جنوبی

خطا در فوتبال به حرکتی غیرمنصفانه می‌گویند که توسط یک بازیکن علیه بازیکن دیگر صورت گرفته و از نظر داور از قانون شماره ۱۲ قوانین فوتبال تخطی می‌کند.
برای خطا شناخته شدن یک حرکت باید
- از نوع حرکت یورشی که در قانون دوازدهم قوانین فوتبال به عنوان خطا نام برده شده باشد
- توسط بازیکن حاضر در زمین صورت گرفته شده باشد (نه بازیکن تعویضی)
- در زمین بازی صورت گرفته باشد
- علیه بازیکن دیگری صورت گرفته باشد
- زمانی که توپ در گردش است اتفاق افتاده باشد

همان‌طور که در بالا مشاهده می‌شود همهٔ حرکات بالا خطا محسوب نمی‌شوند بلکه خطاها سوءرفتارهایی هستند که از یک بازیکن علیه بازیکن تیم حریف صورت می‌پذیرد که توسط داور خطا محسوب شده و اعلام می‌شود.
سوءرفتار در اصل به حرکاتی گفته می‌شود که طبق قوانین دوازدهم خطا محسوب شده و بازیکن خطاکار مطابق قوانین انضباطی مجازات می‌شود.
سوءرفتارها در هر زمانی اتفاق می‌افتد هنگامی که بازی در جریان نیست هنگامی که بازیکن تعویض شده‌است ممکن است بین دو نیمه اتفاق بی افتد یا هنگامی که بازی تمام شده‌است نیز ممکن است اتفاق بی افتد.
سوءرفتارها هنگامی که صورت می‌گیرند بازخوردی دارند همانند بازیکنی که خطا می‌کند ممکن است اخطار بگیرد (گرفتن کارت زرد) یا از بازی اخراج بشود (گرفتن کارت قرمز)
هنگامی که بازیکنی اخطار می‌گیرد جزئیات حرکت او تحت عنوان حرکت غیر ورزشی در دفترچه یادداشت داور نوشته می‌شود.
سیستم کارتی یا اخطار و اخراج از زمان‌های دور وجود داشته اما ایده استفاده در فوتبال اولین بار به ذهن کن آستون داور انگلیسی رسید این ایده زمانی به ذهن او رسید که وی پشت چراغ قرمز منتظر بود و اولین بار از کارت‌های قرمز و زرد در جام جهانی ۱۹۷۰ مورد استفاده قرار گرفت. خطای هند دو ضرب گل است .

## تاریخچه و خاستگاه

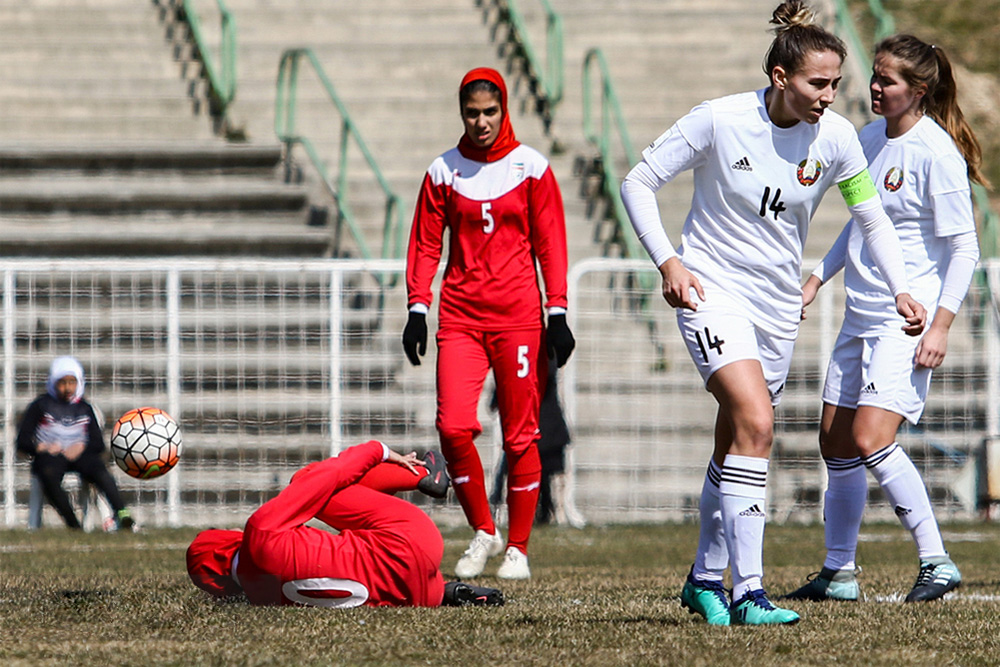
خطا در بازی تیم‌های ملی فوتبال زنان ایران و بلاروس در سال ۱۳۹۷ شمسی

تاریخچه استفاده از کارت‌های رنگی به عنوان زبان بیطرفی توسط داوران به داور انگلیسی کن آستون بازمی‌گردد. آستون بابت این ایده از طرف فیفا تشویق شد و به عضویت کمیته داوران جام جهانی ۱۹۶۶ منصوب شد.
در۱/۴ نهایی بازی بین انگلیس و آرژانتین در ورزشگاه ومبلی برگزار شد. داور مسابقه رادولف کریتلین به برادران چارلتون اخطار داد و همچنین انتونیو راتین آرژانتینی را نیز از بازی اخراج کرد. این در حالی بود که داور تصمیم خود را قطعی نکرده بود. این ماجرا جرقه‌ای بود برای آستون تا به فکر چاره‌ای باشد تا تصمیمات داور را برای بازیکنان دو تیم و همچنین تماشاگران روشن‌تر کند. آستون متوجه شد که همانند کدبندی رنگ‌ها در چراغ راهنمایی (زرد=اخطار و قرمز=ایست) می‌توان زبانی را برای روشنتر کردن تصمیمات داوران به وجود آورد. و نتیجه آن رنگ زرد برای اخطار بازیکن و رنگ قرمز برای اخراج بازیکن انتخاب شد. که از این کدبندی رنگ‌ها اولین بار در جام جهانی ۱۹۷۰ مکزیک استفاده شد. استفاده از کارت‌های جریمه علاوه بر فوتبال در ورزش‌های دیگر نیز توسط قوانین مربوط به آن‌ها استفاده می‌شود.

## دسته‌بندی خطاها

### ضربه آزاد مستقیم
هنگامی که بازیکنی یکی از حرکات زیر را در جریان بازی انجام دهد داور حرکت او را خطا شمرده و به تیم حریف یک ضربه آزاد مستقیم می‌دهد.
- زدن یا تلاش برای زدن بازیکن حریف
- زدن پا یا تلاش برای زدن پای حریف
- جهش به سمت بازیکن حریف
- شارژ کردن بازیکن حریف
- حمله یا تلاش جهت حمله به بازیکن حریف
- هل دادن بازیکن حریف
- تکل رفتن به سمت بازیکن

و یا مرتکب شدن هر یک از خطاهای زیر
- نگهداشتن بازیکن
- انداختن آب دهان به سمت بازیکن
- عمداً توپ را با دست زدن

برای این که داور تعیین کند که بازیکن عمداً توپ را با دست زده توجیهاتی وجود دارد:
1. حرکت دست به سمت توپ (نه بالعکس)
2. وجود فاصله بین بازیکن و توپ
3. لمس توپ توسط وسیله‌ای که در دست است (مثل لباس، محافظ ساق پا)
4. موقعیت دست نسبت به توپ
5. زدن توپ با پرتاب وسیله (پرتاب کفش یا محافظ ساق پا)

اگر بازیکنی در محوطه جریمه مرتکب خطای ضربه آزاد مستقیم شود یک پنالتی به بازیکن تیم حریف داده می‌شود.

### ضربه آزاد غیر مستقیم
خطاهایی که به آن‌ها ضربه آزاد غیر مستقیم تعلق می‌گیرد عبارتند از:
- وقتی دروازه‌بان در محوطه دروازه باشد:
  - نگهداشتن توپ بیش از ۶ ثانیه
  - گرفتن دوباره توپ قبل از آنکه به پای بازیکن دیگری بخورد.
  - گرفتن توپ با دست وقتی یک بازیکن تیم خودی آن را به دروازه‌بان بدهد.
  - گرفتن توپ با دست در پرتاب اوت توسط بازیکن خودی
- هنگامی که بازیکنی در نظر داور:
  - خطرناک بازی کند.
  - بازیکن مانع از این شود که دروازه‌بان توپ را رها کند.

لمس توپ با دست بیرون محوطه جریمه توسط دروازبان 
- - انجام هرگونه خطای دیگری که در قانون ۱۲ قوانین فوتبال ذکر شده‌است (بجز آنهایی که در بالا ذکر شده)

خطاهای تکنیکی مثل خطای آفساید که داور با شروعی دوباره بازی را آغاز می‌کند.

### دیگر خطاها
همه تخلفات خطا نیستند. تخلفاتی که خطا نیستند نیز می‌توانند خطا شناخته شوند (مثل ایجاد مانع در شروع بازی) یا سوءرفتاری که منجر به اخطار یا اخراج می‌شود. کتک زدن داور توسط بازیکن تیم برای بار اول جریمه بازیکن درنظرگرفته می‌شود ولی اگر بازیکنان همان تیم در دفعات بعدی مرتکب زدن داور شوند یا زمین مسابقه را بدون درنظرگرفتن تصمیم داور ترک کنند در صورت رضایت ندادن داور آن تیم باجریمه چندماهه و سقوط به دسته پایین‌تر روبه رو می‌شود.